# Ted Stevens
Theodore Fulton ”Ted” Stevens, född 18 november 1923 i Indianapolis, Indiana, död 9 augusti 2010 nära Dillingham, Alaska, var en amerikansk republikansk politiker. Han representerade delstaten Alaska i USA:s senat från 24 december 1968 fram till 3 januari 2009. Han var krigsveteran från andra världskriget. Stevens studerade vid University of California, Los Angeles och tog examen i juridik vid Harvard Law School.
När demokraten Bob Bartlett avled 1968, utnämnde Alaskas guvernör Walter Joseph Hickel Stevens till senatsledamot. 1970 valdes han i ett fyllnadsval att sitta till slutet av Bartletts mandatperiod. Sedan dess har Stevens omvalts ytterligare sex gånger: 1972, 1978, 1984, 1990, 1996 och 2002. Han blev senatens tillförordnade talman (president pro tempore) i januari 2003. Den 4 januari 2007 efterträddes han som tillförordnad talman av Robert Byrd när demokraterna återfick majoriteten i senaten.
Stevens ställde upp till omval för sin senatsplats 2008, men förlorade med knapp marginal mot den demokratiske utmanaren Mark Begich. Stevens omkom i en flygolycka i Alaska den 9 augusti 2010.